# Колонада на Сан Лоренцо
Колонадата на Сан Лоренцо са известни древноримски руини, разположени в предната част на базиликата „Сан Лоренцо“ в центъра на Милано, Северна Италия, близо до средновековната Порта „Тичинезе“. Представлява една от редките оцелели находки от императорския град.

## История
Колонадата се състои от редица от 16 колони, високи приблизително 7,5 m, от мрамор от Мусо, с коринтски капители, поддържащи антаблемана. Пред тях има открит площад. При внимателно вглеждане колоните всъщност са 17ː на върха на арката, която се намира в центъра на колонадата, която разграничава 8 от едната страна и 8 от другата, има миниатюрна колона с кръст отгоре. Те идват от римски сгради, датиращи от II или III век, вероятно от езически храм, разположен в района на днешния площад „Санта Мария Белтраде“ . 
През IV век колоните са поставени на това място след отстраняване на по-ранен езически храм или обществени бани. Средновековна порта „Тичинезе“ все още пази римски мраморни орнаменти. Колоните са транспортирани до сегашното им местоположение, за да бъде завършена базиликата „Сан Лоренцо“. Капителите пък идват от две различни сгради и са различни по стил и размер. Към долните капители е добавена дебелина от хоросан, за да се изравнят с останалите. Сглобката, която се вижда днес, е създадена през Средновековието, между XI и XII век, от която датират тухлените части, които завършват архитрава, с арката, увенчана от кръста в центъра на колонадата. Има и други сгради, облегнати на базиликата, сред които е параклисът на Св. Аквилин, забележителен с мозайки от римския период.
През XVI век при подготовката на официалното влизане в Милано на краля на Испания Филип II възниква идея да се разруши колонадата, за да се отвори пространство, но Феранте I Гонзага отхвърля предложението.
До 1935 г. пространството между базиликата и колоните е изцяло заето от жилищни сгради, опрени на фасадата на самата базилика. Плановете за запазване на колонадата и нейната реставрация довеждат до събарянето им и откриването на предната страна. След бомбардировките по време на Втората световна война църковният комплекс се оформя и откъм задната страна, където е изграден Паркът на базиликата. През 1937 г. е поставена бронзова статуя на император Константин I, свързана с Медиоланския едикт от 313 г., която е модерно копие на оригинален паметник от Късната античност, запазен в Рим. На новия площад първоначално има трамвайни релси, които обаче през 90-те години са преместени отвъд колонадата. 
Колоните все още имат особено емоционално значение за миланчани, като видимо свидетелстват за историята на древния Медиоланум, оцелял от разрушителната ярост на готите, Фридрих I Барбароса и бомбардировките на Съюзниците във Втората световна война.

## Галерия
- Колонадата
- Колонадата
- Колонадата пред Сан Лоренцо
- Базилика „Сан Лоренцо“
- Надпис на Луций Вер